# Alan van der Merwe
Alan van der Merwe (Johannesburg, 31 gennaio 1980) è un pilota automobilistico sudafricano, dal 2009 pilota ufficiale della medical car della Formula 1.

## Carriera
Il primo risultato in carriera è arrivato nel 2001, con la vittoria del campionato di Formula Ford Festival. Sempre nello stesso anno, al Campionato britannico di Formula Ford è giunto secondo assoluto. Nel 2003 ha vinto il campionato di Formula 3 britannica L'anno successivo ha partecipato con la scuderia Super Nova al campionato di Formula 3000. A metà stagione ha abbandonata il campionato ed è diventato collaudatore per la BAR Honda.
Nel 2005 e nel 2006 ha corso nel campionato A1 Grand Prix con la scuderia A1 Team South Africa. Nel 2008 ha partecipato con una vettura della scuderia James Watt Automotive alla 1000 km di Silverstone.
Dal 2009 è il pilota ufficiale della medical car impiegata nelle gare di Formula 1.

## Palmarès
- Formula Ford Festival: 1
2001
- F3 britannica: 1
2003